# کمپ جولین
کمپ جولین (به لاتین: Camp Julien) پایگاه اصلی ارتش کانادا نیروهای بین‌المللی کمک به امنیت (ISAF) در کابل، افغانستان بود.
این کمپ به افتخار سرجوخه جورج پاتریک جولین، یک سرباز ارتش کانادا که به دلیل اقداماتش در تپه ۱۸۷ در کره در مه ۱۹۵۳ مدال نظامی را به عنوان سرباز وظیفه دریافت کرد، نامگذاری شد.
این کمپ دارای ۲۰۰۰ سرباز کانادایی و بیش از ۴۰۰ کارگر غیرنظامی بود که تقریباً نیمی از آنها نپالی بودند. کارگران کانادایی وظایف خود را در دفتر، انبار، خشک‌شویی، تعمیر و نگهداری، خدمات آب و برق، آماده‌سازی غذا انجام دادند. کارگران دیگر از آفریقای جنوبی، ایالات متحده، بریتانیا و هند بودند. تعداد محدودی از شهروندان محلی افغانستان در خشک‌شویی به کار گرفته شدند. این اولین کمپ نظامی کانادا در مقیاس بزرگ بود که عمدتاً توسط یک شرکت پیمانکار مستقل مهندسی و ساخت‌وساز کانادایی اس‌ان‌سی-لاوالین اداره می‌شد.
این کمپ در نوامبر ۲۰۰۵ بسته شد و به دولت افغانستان تحویل داده شد.
در آوریل ۲۰۰۷، کمپ جولین بازگشایی شد و به خانه جدیدی برای آکادمی کوین (ضد شورش) تبدیل شد. این یک سازمان چندملیتی بود که دوره‌های یک هفته‌ای را برای آموزش اصول اولیه عملیات ضد شورش به فرماندهان نظامی برگزار کرد.